# Euzebiusz z Ostrzyhomia
Euzebiusz z Ostrzyhomia, właśc. węg. Boldog Özséb (ur. ok. 1200 w Ostrzyhomiu, zm. 20 stycznia 1270 w Pilisszentkereszt) – węgierski kapłan, eremita, założyciel Zakonu Świętego Pawła Pierwszego Pustelnika (paulini, OSPPE), błogosławiony Kościoła rzymskokatolickiego.
Euzebiusz urodził się w Ostrzyhomiu około 1200 roku. Pochodził z bogatej rodziny. Po otrzymaniu święceń kapłańskich został kanonikiem przy katedrze w Ostrzyhomiu. W 1216 roku, po otrzymaniu zgody od biskupa, rozpoczął życie pustelnicze na górze Pilis. W 1246 zrzekł się kanonii, a następnie zamieszkał z braćmi pustelnikami w pobliżu Pilisszántó.
Około 1246 założył wspólnotę w klasztorze pod wezwaniem Świętego Krzyża, dla której przyjął regułę eremitów z klasztoru z Góry św. Jakuba (założonego w 1225 r. przez biskupa Bartłomieja z Peczu). Około 1250 oba klasztory połączyły się. W 1256 wybrano go na pierwszego prowincjała zakonu paulinów. W 1262 Euzebiusz prosił papieża Urbana IV o zatwierdzenie powstałej wspólnoty zakonnej, ale z powodu braku uposażenia zgody nie otrzymał (nastąpiło to dopiero w 1308 r.).
Euzebiusz zmarł w 20 stycznia 1270 w Pilisszentkereszt. Został pochowany w miejscowym kościele Św. Krzyża. Podczas 150-letniej okupacji tureckiej Węgier kościół Św. Krzyża i jego grób uległy zniszczeniu.
16 listopada 2004 Kongregacja ds. Kultu Bożego i Dyscypliny Sakramentów, zatwierdzając nowy kalendarz liturgiczny paulinów, zezwoliła na włączenie do niego pod dniem 20 stycznia święta bł. Euzebiusza z Ostrzyhomia.